# Filip Bandžak
Filip Bandžak, né le 10 septembre 1983 à Pardubice en Tchécoslovaquie, est un chanteur d'opéra (baryton) tchèque.

## Biographie
En 1992, il a commencé à chanter à Chœur d'enfants de la Philharmonie tchèque, Prague.
Il fait ses débuts à Théâtre national à Prague avec le rôle du page de la duchesse dans Rigoletto.
Bandžak a étudié à l'Université de Bohème occidentale, Pilsen, République tchèque. 
Il a obtenu un M.A. en psychologie et culture et musique.
En 1998, il a remporté le premier prix du Grand Prix European de Chant Choral en Tolosa, Espagne.
Il a étudié à l'Académie russe des arts du théâtre à Moscou en 2005.
Il a remporté un prix spécial au Concours International de Chant de Chine à Ningbo en 2008.
Il a été lauréat au Grand Prix international Maria Callas à Athènes, en Grèce en 2009.
En 2014, il a reçu le prix du »Golden Europea» de l'Union européenne.